# Faculteitscafé

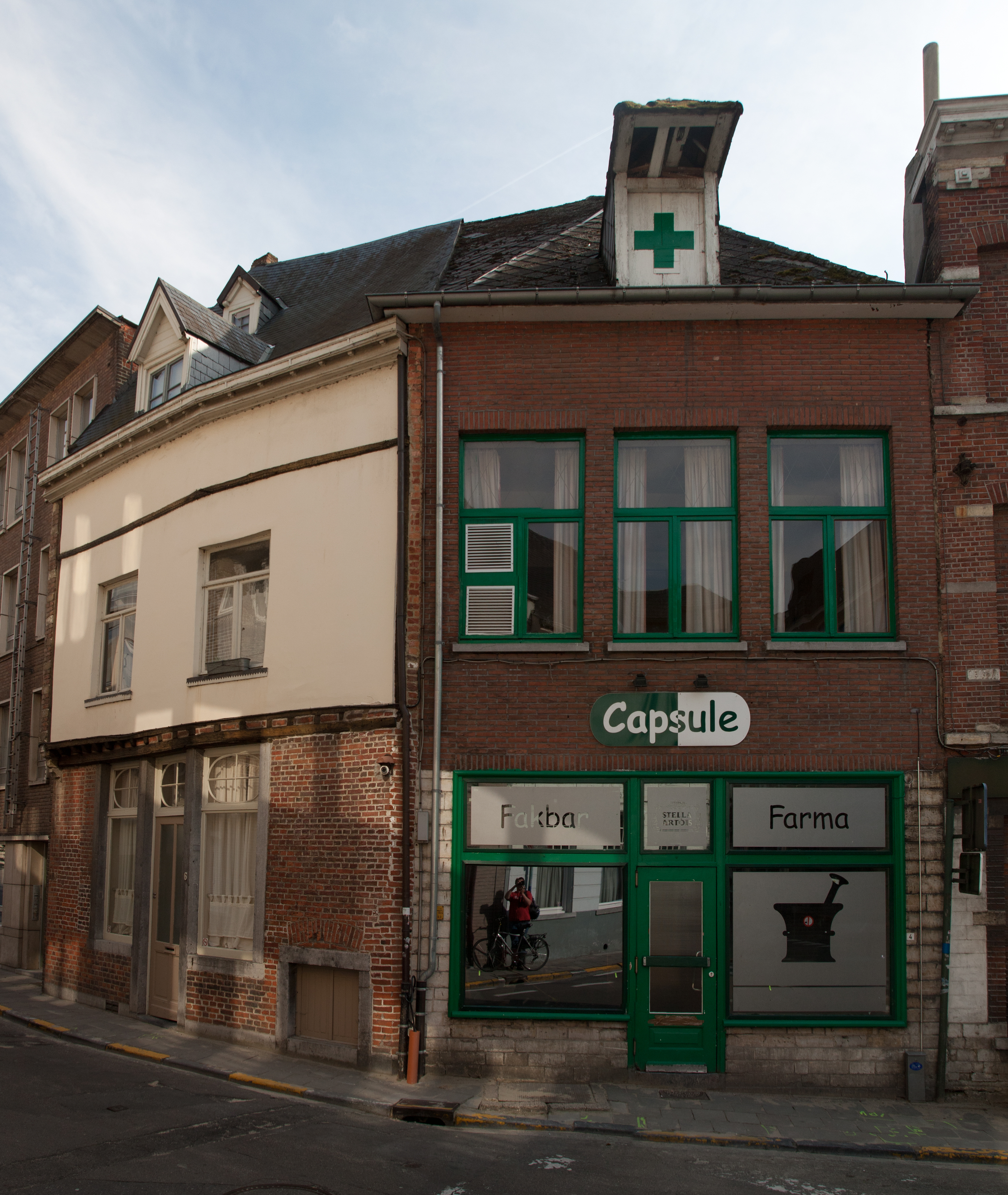
Voormalige fakbar van de studenten farmacie in Leuven

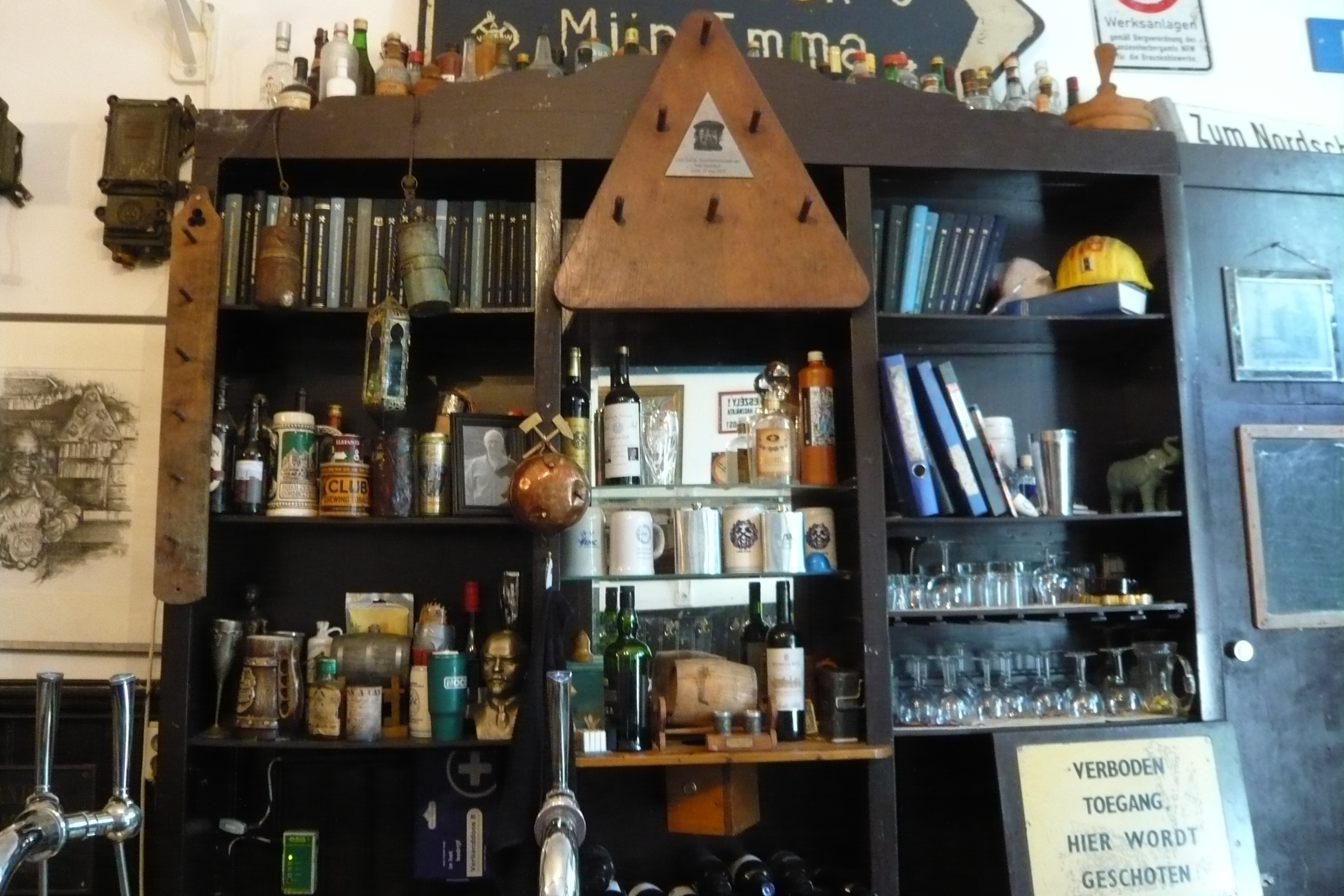
Interieur van Café Het Noorden, met mijnbouwkundige parafernalia

Een faculteitscafé (ook wel faculteitskroeg, faculteitsbar of fakbar genaamd) is een café dat wordt geëxploiteerd door een of meer studentenkringen. Het publiek bestaat voornamelijk uit studenten die goedkoop willen drinken, of wat mensen uit hun studierichting willen leren kennen. Doordat een faculteitscafé door vrijwilligers draaiende wordt gehouden, kunnen de prijzen voor consumpties laag blijven.
"Fakbar" is de Vlaamse benaming, afgeleid van het woord faculteitsbar (vroeger: fakulteitsbar). Het is in Vlaanderen een bekend verschijnsel. Vooral in Leuven spelen de fakbars een belangrijke rol in het uitgaansleven. Enkele fakbars daar zijn te vinden in de Tiensestraat. Deze buurt heeft hierdoor aan populariteit in het Leuvense uitgaansleven gewonnen onder de studenten.
Verschillende faculteiten aan Nederlandse universiteiten kennen iets soortgelijks, maar daar is het onder verschillende namen bekend. Een faculteitsbar wordt in Nederland draaiende gehouden door vrijwilligers van een studievereniging. Ook faculteitsbars geëxploiteerd door leden van een personeelsvereniging komen voor. Deze bars zijn vrijwel altijd gehuisvest in de faculteit zelf, of elders op het universiteitsterrein. Voor zover bekend is er maar één studievereniging in Nederland die over een écht café beschikt. Dit is de Mijnbouwkundige Vereeniging in Delft, die in de Delftse binnenstad haar eigen "café Het Noorden" bezit.